# 돔날 2세 막 카우산틴
돔날 막 카우산틴(중세 아일랜드어: Domnall mac Causantín, 스코틀랜드 게일어: Dòmhnall mac Chòiseim: ? - 900년) 광인왕(중세 아일랜드어: Dásachtach)은 9세기 말 픽트 또는 알바의 왕이다. 카우산틴 1세의 아들이다.
전임 왕(기리크 막 둥갈 또는 오하드 막 룬)이 폐위되면서 왕위에 올랐다. 정확히 언제인지는 알 수 없으나 대개 889년으로 비정된다. 알바 열왕 연대기에서는 돔날이 11년간 재위했으며 이때 노르드인, 즉 바이킹이 나라를 휩쓸고 다녔다고 적고 있다. 돔날의 치세는 스코트인과 데인인 사이의 전쟁으로 점철되었으며, 돔날은 두노타르 성에서 바이킹에게 죽었다.
돔날 왕이 죽은 두노타르 전투가 일개 해적의 공격이 아닌 국가 단위의 전쟁이었다고 보는 시각도 있다. 노르웨이의 하랄 1세 국왕이 스코틀랜드를 공격해 황폐화시켰다는 헤임스크링글라의 기록이 이것을 가리킨다는 해석이다. 베르한의 예언시에서는 알바 열왕 연대기와 마찬가지로 돔날이 두노타르에서 죽었다고 하지만, 그를 죽인 것은 노르드인이 아니고 게일인들이라고 쓰고 있다. 또다른 문헌에서는 돔날이 페로 제도에서 죽었다고 한다.
울라 편년사와 스코티의 연대기에서는 돔날이 죽은 것이 900년이라고 하는데, 후자에서는 돔날을 "픽트인의 왕"이 아닌 "알바의 왕"이라고 쓰고 있다. 이런 호칭 변경은 브리튼 북부의 군소국가들이 스코틀랜드 왕국으로 통합되는 변화 과정을 의미하는 것으로 생각된다. 다만 그 변화가 언제 일어났는지는 불확실한데, 돔날의 별명이 "광인왕"이기 때문에 대개 학자들은 돔날의 치세 동안은 아니라고 본다. 통설은 돔날의 사촌인 다음 왕 카우산틴 막 아다 때라는 것이고, 기리크 막 둥갈 때라는 소수설도 있다.

## 같이 보기
- 알바 왕국
- 알바 왕국의 기원

## 참고 문헌
- Anderson, Alan Orr, Early Sources of Scottish History A.D 500–1286, volume 1. Reprinted with corrections. Stamford: Paul Watkins, 1990. ISBN 1-871615-03-8
- Anderson, Marjorie Ogilvie, Kings and Kingship in Early Scotland. Edinburgh: Scottish Academic Press, revised edition 1980. ISBN 0-7011-1604-8
- Broun, Dauvit, "National identity: 1: early medieval and the formation of Alba" in Michael Lynch (ed.) The Oxford Companion to Scottish History. Oxford UP, Oxford, 2001. ISBN 0-19-211696-7
- Duncan, A. A. M., The Kingship of the Scots 842–1292: Succession and Independence., Edinburgh: Edinburgh University Press, 2002. ISBN 0-7486-1626-8
- Kelly, Fergus (1988). 《A Guide to Early Irish Law》. Early Irish Law Series 3. Dublin: DIAS. ISBN 0901282952.
- Smyth, Alfred P., Warlords and Holy Men: Scotland AD 80-1000. Reprinted, Edinburgh: Edinburgh UP, 1998. ISBN 0-7486-0100-7
- Sturluson, Snorri, Heimskringla: History of the Kings of Norway, tr. Lee M. Hollander. Reprinted University of Texas Press, Austin, 1992. ISBN 0-292-73061-6
- Woolf, Alex, "Constantine II" in Michael Lynch (ed.) op. cit.